# والفجر
والفجر (بالفارسية: والفجر) هي قرية تقع في قسم ليراوي الأوسط الريفي (مقاطعة ديلم) في إيران. يقدر عدد سكانها بـ 138 نسمة بحسب إحصاء 2016.